# Finhan
Finhan is een gemeente in het Franse departement Tarn-et-Garonne (regio Occitanie) en telt 934 inwoners (1999). De plaats maakt deel uit van het arrondissement Montauban.

## Geografie
De oppervlakte van Finhan bedraagt 11,5 km², de bevolkingsdichtheid is 81,2 inwoners per km².
De onderstaande kaart toont de ligging van Finhan met de belangrijkste infrastructuur en aangrenzende gemeenten.

## Demografie
Onderstaande figuur toont het verloop van het inwonertal (bron: INSEE-tellingen).